# Kropywnia (obwód kijowski)
Kropywnia (ukr. Кропивня) – wieś na Ukrainie, w obwodzie kijowskim, w rejonie wyszogrodzkim, nad rzeką Kropywnią. W 2001 roku liczyła 342 mieszkańców.